# Équipe de France de rugby à XV à la Coupe du monde 1991
L'Équipe de France de rugby à XV à la Coupe du monde 1991 est éliminée en quart de finale par l'équipe d'Angleterre, après avoir terminé première de sa poule de qualification avec trois victoires sur trois.

## Liste des joueurs
Les joueurs ci-après ont joué à cette Coupe du monde 1991.

### Première ligne
- Pascal Ondarts
- Grégoire Lascubé
- Philippe Marocco
- Louis Armary
- Philippe Gimbert

### Deuxième ligne
- Jean-Marie Cadieu
- Olivier Roumat
- Thierry Devergie

### Troisième ligne
- Éric Champ
- Abdelatif Benazzi
- Marc Cécillon
- Laurent Cabannes
- Michel Courtiols
- Philippe Benetton (n'a pas joué)

### Demi de mêlée
- Fabien Galthié
- Henri Sanz

### Demi d’ouverture
- Didier Camberabero
- Thierry Lacroix

### Trois-quarts centre
- Philippe Sella
- Franck Mesnel

### Trois-quarts aile
- Philippe Saint-André
- Jean-Baptiste Lafond
- Patrice Lagisquet
- Pierre Hontas (n'a pas joué)

### Arrière
- Serge Blanco (capitaine)
- Jean-Luc Sadourny

## Statistiques

### Meilleurs réalisateurs
- Serge Blanco : 78 points
- Jean-Baptiste Lafond : 24 points
- Thierry Lacroix : 12 points

### Meilleurs marqueurs d'essais
- Jean-Baptiste Lafond : 6 essais
- Olivier Roumat : 2 essais
- Philippe Sella : 2 essais